# Militaire Medaille voor Dapperheid en Verdienste tijdens de Opstand van 1790 in de Oostenrijkse Nederlanden
De Militaire Medaille voor Dapperheid en Verdienste tijdens de Opstand van 1790 in de Oostenrijkse Nederlanden, (Duits: Militär-Verdienstmedaille für Tapferkeit während des Aufstandes 1790 in den Österreichischen Niederlanden) was een Oostenrijkse onderscheiding die in 1790 door keizer Jozef II werd ingesteld.
In 1790 kwam de bevolking van Brabant en de overige Zuidelijke of Oostenrijkse Nederlanden tegen de heerschappij van de Habsburgers in opstand. Deze Brabantse Omwenteling werd met militaire macht onderdrukt. Daarvoor werden ook militairen uit het hertogdom Limburg, dat gedeeltelijk Habsburgs bezit was, ingeschakeld.
De ronde zilveren medaille heeft een gekartelde rand. Op de voorzijde staat onder twee armen die vanuit twee wolken de handen ineenslaan de Latijnse tekst "FIDES ET CONSTANTIA PATRII MILITIS". Daaronder ziet men een palmtak en een lauwerkrans. Op de keerzijde staat onder twee hoornen des overvloeds "PAX ET SECVRITAS PVBLICA" boven vier vaandels met in het punt waar zij elkaar kruisen een lauwerkrans.